# Golbey
Golbey è un comune francese di 8 849 abitanti situato nel dipartimento dei Vosgi nella regione del Grand Est.

## Storia

### Simboli
Lo stemma di Golbey è stato adottato nel 1957. È una rielaborazione dell'emblema del dipartimento dei Vosgi, con i tre alerioni della Lorena sostituiti dagli abeti e con l'aggiunta dell'ingranaggio, simbolo delle attività industriali presenti sul territorio comunale.

## Società

### Evoluzione demografica
Abitanti censiti